# Raptor (attrazione)
Raptor è una montagna russa del parco divertimenti italiano di Gardaland, situato nei pressi di Castelnuovo del Garda, in provincia di Verona. Costruito sul sito dell'ex attrazione Tunga, l'ottovolante fu realizzato dall'azienda svizzera Bolliger & Mabillard e inaugurato il 1º aprile 2011 come primo esemplare del modello Wing Coaster dell'impresa, nonché come settimo esemplare al mondo di montagna russa del tipo wing coaster ("ottovolante alato"). Al 2025 è l'unica attrazione di questo tipo presente in Italia.

## Storia
I lavori per la costruzione dell'ottovolante cominciarono durante la stagione 2010, con lo smantellamento della preesistente attrazione Tunga e l'inizio dei lavori, avvenuto il 30 agosto. Durante questo periodo l'attrazione TransGardaland Express rimase chiusa in quanto il suo percorso passava attraverso il cantiere.
Ai primi di novembre la costruzione del binario e dei supporti era completa per circa la metà, venendo portata a termine verso la fine di dicembre, 60 giorni dopo l'inizio dei lavori di installazione delle parti. Nei mesi di gennaio e febbraio vennero eseguiti dei test sui treni per verificarne la funzionalità, utilizzando manichini riempiti d'acqua per simulare il peso medio di una persona. L'attrazione venne inaugurata il 1º aprile 2011.

## Descrizione
1. Stazione
2. Risalita a catena (Lift)
3. Zero-g roll
4. Flat spin
5. In-line twist extended
6. Freni (Main Brake)
7. Freni-trasportatori (Transfer)

Percorso dell'attrazione:
- Stazione
- Risalita a catena (Lift)
- Zero-g roll
- Flat spin
- In-line twist extended
- Freni (Main Brake)
- Freni-trasportatori (Transfer)

La montagna russa ha un'altezza massima di 33 m e una velocità di punta pari a 90 km/h. La forza G che i treni raggiungono è di circa 4G. Il percorso è in totale lungo 770 m mentre la durata media di un giro è di 1 minuto e 30 secondi. Il tracciato comprende 3 inversioni, e l'attrazione copre un'area complessiva di 16000 m².

### Coda e stazione
L'ingresso principale si trova di fronte al Legoland Water Park. La coda si snoda in un passaggio racchiuso da gabbie metalliche che portano il visitatore all'interno della stazione semi-sotterranea. Coda, stazione e area circostante sono decorate a tema.

### Tracciato
Una volta uscito dalla stazione, il treno incomincia la sua salita sulla rampa iniziale, che lo porta a 33 m di altezza. Segue una discesa che accelera il treno a una velocità massima di 90 km/h, facendolo sorvolare sopra il sentiero dell'area Rio Bravo del parco. Il treno risale poi verso un'overbanked turn, dopo la quale viaggia in direzione opposta, discendendo nuovamente e passando sopra al medesimo sentiero. Successivamente il treno entra in una sezione con numerose curve e cambi di direzione, la quale include 3 inversioni: un corkscrew, uno zero-g roll e un in-line twist.

### Modello
Raptor è il primo wing coaster al mondo per data di apertura ed è il primo esemplare del modello di montagna russa omonimo di Bolliger & Mabillard. La sua caratteristica principale è quella di avere i sedili a lato del binario, sospesi nel vuoto. Inoltre, essendo di creazione B&M, dispone di un binario dal design particolare, caratteristico dell'azienda. Infine le sicure, che funzionano a pressione idraulica, sono anch'esse tratti distintivi della ditta, perché ritenute confortevoli e morbide.

### Tema
L'ambientazione è fantascientifica-catastrofica. La scenografia, particolarmente sviluppata nell'area prossima alla stazione, richiama una struttura in stile militare, con rocce, una grande palude con un bio-lago artificiale, alberi spezzati e bruciati, una torretta di guardia squarciata a metà e tanto cemento e metallo. Buona parte di questi sono cosiddetti elementi near-miss, ovvero posizionati in modo tale che appaiano molto vicini ai passeggeri, dando loro l'impressione di poterli quasi sfiorare.
La storia che viene narrata è quella di un «implacabile predatore, una sconosciuta creatura alata che, svegliata dal suo antico sonno nel sottosuolo di Gardaland durante i lavori per la costruzione delle nuove Montagne Russe, ha iniziato a devastare la terra per vendicarsi dell’umano affronto. È feroce, spietata, enorme, veloce, potente, invincibile... Rapisce chiunque tenti di domarla trascinandolo in un volo estremo attraverso enormi aride foreste e terre devastate».

## Galleria d'immagini

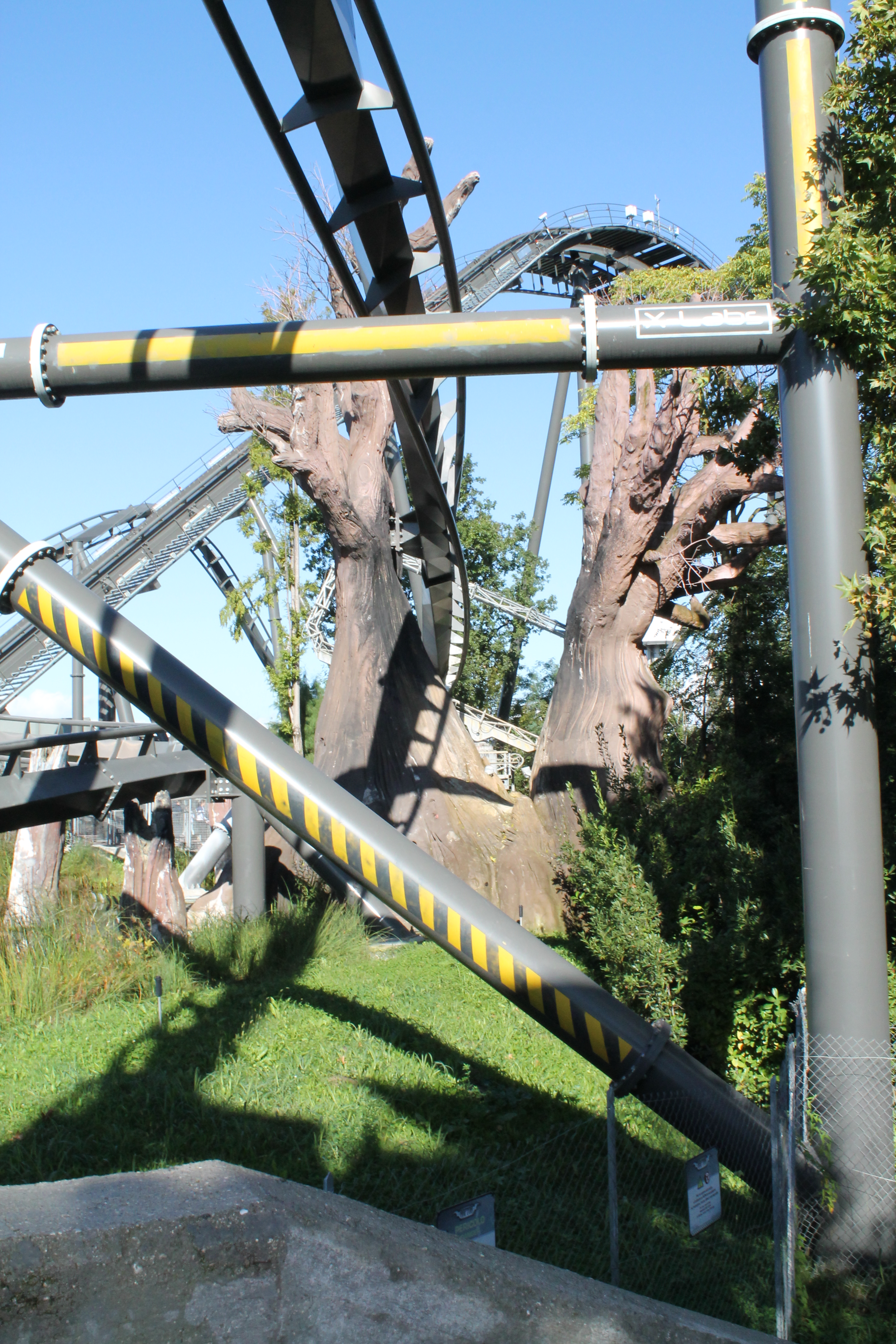
Ultima inversione dell'attrazione, un in-line twist
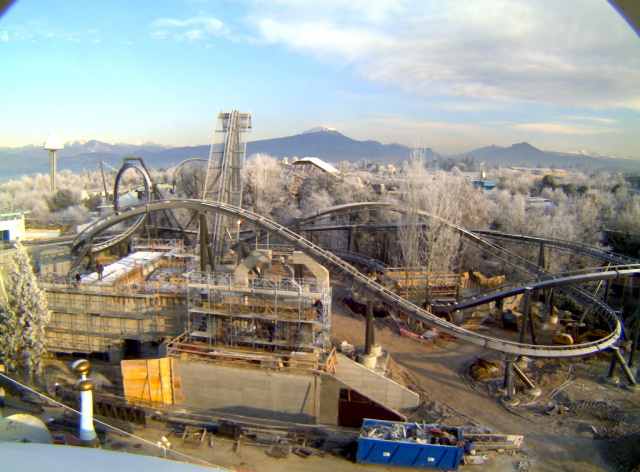
Raptor in costruzione
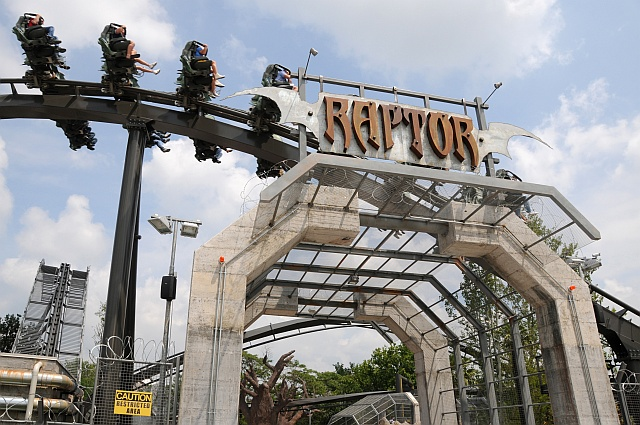
Ingresso dell'attrazione
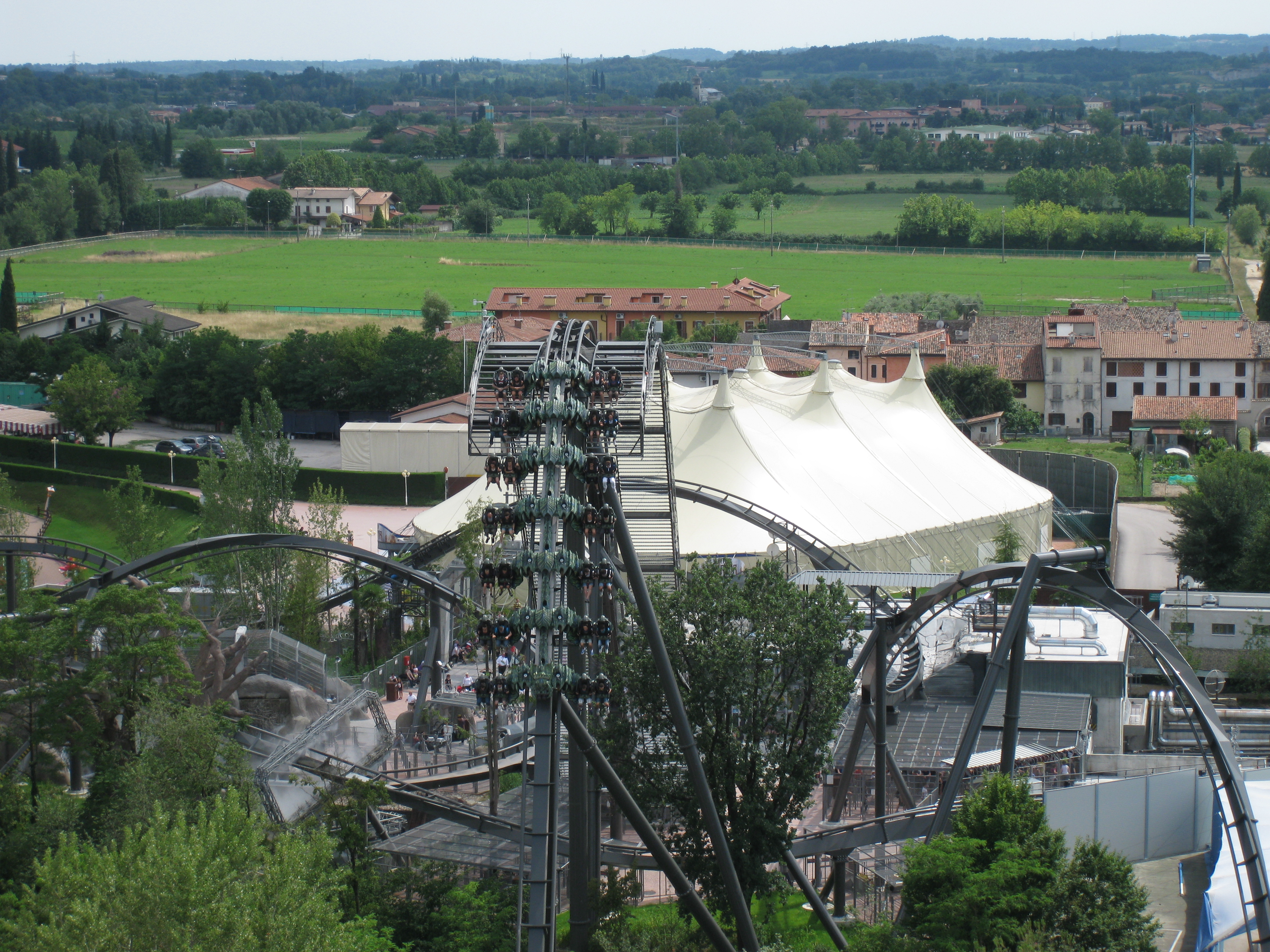
Dettaglio della rampa di salita (in primo piano) dell'ottovolante